# Rasa dels Gavatxs
La Rasa dels Gavatxs és un torrent afluent per l'esquerra de la Riera de Salo, al Bages.
El curs de la Rasa dels Gavatxs transcorre íntegrament pel terme municipal de Sant Mateu de Bages.
La xarxa hidrogràfica de la Rasa dels Gavatxs està constituïda per 6 cursos fluvials que sumen una longitud total de 3.561 m.